# Eleição municipal de Paço do Lumiar em 2000
A eleição municipal de Paço do Lumiar em 2000 ocorreu em 1 de outubro do mesmo ano, para a eleição de um prefeito, um vice-prefeito e mais 13 vereadores. O prefeito era Amadeu Aroso, do PMDB, que terminaria seu mandato em 1 de janeiro de 2001. Mábenes Fonseca, do PDT, foi eleito prefeito de Paço do Lumiar, e governou a cidade pelo período de 1º de janeiro de 2001 a 31 de dezembro de 2004.

## Candidatos
|  | Nº | Candidato(a) a prefeito | Candidato(a) a prefeito                              | Candidato(a) a vice-prefeito | Candidato(a) a vice-prefeito                              | Coligação |
|  | -- | ----------------------- | ---------------------------------------------------- | ---------------------------- | --------------------------------------------------------- | --- |
|  | 15 |                         | Aguinaldo Ferreira (PMDB) Aguinaldo Berto Ferreira   |                              | Maria Raimunda Diniz (PMDB) Maria Raimunda Souza Diniz    | "Unidos Venceremos" - Partido do Movimento Democrático Brasileiro (PMDB) - Partido Republicano Progressista (PRP) - Partido da Social Democracia Brasileira (PSDB) - Partido Verde (PV) - Partido Social Trabalhista (PST) |
|  | 13 |                         | Fernando Castro (PT) Fernando Pedro Castro           |                              | Justino Araújo (PT) José Justino Araújo                   | Partido não coligado - Partido dos Trabalhadores (PT) |
|  | 12 |                         | Mábenes Fonseca (PDT) Manoel Mábenes Cruz da Fonseca |                              | Gilberto Aroso (PDT) Gilberto Silva da Cunha Santos Aroso | "Reage Paço" - Partido Democrático Trabalhista (PDT) - Partido da Frente Liberal (PFL) - Partido Social Democrático (PSD) - Partido Socialista Brasileiro (PSB) - Partido Comunista do Brasil (PCdoB) - Partido da Solidariedade Nacional (PSN) - Partido Social Liberal (PSL) - Partido Popular Socialista (PPS) - Partido Social Cristão (PSC) - Partido Renovador Trabalhista Brasileiro (PRTB) - Partido Social Democrata Cristão (PSDC) - Partido Trabalhista do Brasil (PTdoB) |
|  | 36 |                         | Raimundo Pacheco (PRN) Raimundo de Sá Pacheco Cruz   |                              | Itemar Figueredo (PRN) Itemar Araújo de Figueredo         | Partido não coligado - Partido da Reconstrução Nacional (PRN) |
|  | 14 |                         | Reidinal Araújo (PTB) Reidinal Moreno de Araújo      |                              | Luís Ribeiro Soares (PTB) Luís Antônio Ribeiro Soares     | Partido não coligado - Partido Trabalhista Brasileiro (PTB) |

## Resultado da eleição para prefeito

### Primeiro turno
| 1º Turno 1 de outubro de 2000 | 1º Turno 1 de outubro de 2000 | 1º Turno 1 de outubro de 2000 | 1º Turno 1 de outubro de 2000 |
| Candidato(a)                  | Vice                          | Votação                       | Votação                       |
| Candidato(a)                  | Vice                          | Total                         | Porcentagem                   |
| ----------------------------- | ----------------------------- | ----------------------------- | ----------------------------- |
| Mábenes Fonseca (PDT)         | Gilberto Aroso (PDT)          | 14.097                        | 56,83%                        |
| Aguinaldo Ferreira (PMDB)     | Maria Raimunda Diniz (PMDB)   | 10.012                        | 40,36%                        |
| Fernando Castro (PT)          | Justino Araújo (PT)           | 420                           | 1,69%                         |
| Reidinal Araújo (PTB)         | Luís Ribeiro Soares (PTB)     | 160                           | 0,65%                         |
| Raimundo Pacheco (PRN)        | Itemar Figueredo (PRN)        | 117                           | 0,47%                         |
| Total de votos válidos        | Total de votos válidos        | 24.806                        | 100,00%                       |
| Votos apurados                |                               |                               |                               |
| Votos válidos                 | Votos válidos                 | 24.806                        | 92,64%                        |
| Votos em branco               | Votos em branco               | 673                           | 2,51%                         |
| Votos nulos                   | Votos nulos                   | 1,298                         | 4,85%                         |
| Total de votos apurados       | Total de votos apurados       | 26.777                        | 100,00%                       |
| Eleitores                     |                               |                               |                               |
| Comparecimento                | Comparecimento                | 26.777                        | 83,75%                        |
| Abstenções                    | Abstenções                    | 5.197                         | 16,25%                        |
| Total de eleitores            | Total de eleitores            | 31.974                        | 100,00%                       |